# Tratado de Roskilde
El Tratado de Roskilde fue un acuerdo de paz suscrito el 26 de febrero de 1658 entre el Reino de Suecia y el Reino de Dinamarca y Noruega que ponía fin a la guerra sueco-danesa (1657-1658). El conflicto, que puso en peligro la misma independencia danesa, terminó con una contundente victoria sueca. Dinamarca perdió un tercio de su territorio, todas sus posesiones en la parte sur de la península escandinava y Suecia pasó a controlar el tránsito marítimo por el estrecho de Kattegat.

## Antecedentes
La llamada guerra de los Treinta Años terminó con el Tratado de Westfalia firmado en octubre de 1648. En Suecia reinaba Cristina, quien aprovechando la superioridad militar sueca obtuvo ventajas territoriales para su reino en la firma del Tratado de Bromsebro. 
En 1654 la reina Cristina abdicó y Carlos X Gustavo subió al trono. En junio de 1657 el Sacro Imperio Romano Germánico y el Reino de Dinamarca y Noruega declararon la guerra a Suecia, retirándose el Imperio de la guerra al año siguiente. Esa situación le permitió al rey sueco concentrar sus fuerzas e inició una invasión militar buscando la aniquilación del debilitado reino de Dinamarca.

### La ofensiva
El 30 de enero de 1658, en una audaz maniobra, el rey sueco Carlos X Gustavo, que había partido el año anterior de Polonia con un ejército de 9000 jinetes y 3000 de infantería y conquistado Jutlandia, cruzó a pie el estrecho de Lillebaelt congelado por el duro invierno de ese año. Llegado a la isla de Fionia, asoló Odense. En la noche del 5 de febrero de 1658 continuaron la marcha cruzando los 12 km del estrecho de Storebaelt, entre las islas de Langeland y de Lolland. Después de haber abordado Selandia el 11 de febrero, amenazaron directamente Copenhague. Los daneses esperaban el ataque para comienzos de primavera y fueron sorprendidos totalmente. La inesperada llegada de los suecos causó pánico en la capital danesa y el rey Federico III de Dinamarca y Noruega, se apresuró a negociar la paz. Se vio obligado a firmar el Tratado de Roskilde, con grandes pérdidas territoriales: las provincias antes danesas de Skåne, Halland y Blekinge, y la entonces provincia  noruega de Bohuslän, pasaron a pertenecer a Suecia.

## Condiciones del Tratado

Cambios territoriales del Tratado de Rolkilde (1658):
Suecia antes del tratado
Cesión definitiva de Halland a Suecia, que la ocupaba por treinta años en virtud del Tratado de Brömsebro (1645)
Escania, Blekinge y Bohuslän, cedidas a Suecia
Trøndelag y Bornholm, cedidas a Suecia en 1658 y recobradas por Dinamarca en 1660
Dinamarca-Noruega después del tratado

El sorpresivo y exitoso triunfo militar sueco aventuró realmente la existencia del reino de Dinamarca, pero finalmente se llegó a un acuerdo que menoscabó definitivamente la presencia danesa en la península Escandinava.
El tratado tenía los siguientes puntos:
- Dinamarca cedía las provincias de Escania, Blekinge y Halland y las regiones noruegas de Bohuslän y Trøndelag, además de la isla de Bornholm en el mar Báltico.
- Se abstenía de participar en cualquier alianza contra Suecia.
- Se prohibía el paso de naves de guerra hostiles a Suecia por aguas danesas con destino al mar Báltico.
- Se restauraba el ducado de Holstein-Gottorp.
- Se obligaba a pagar los costos de las tropas suecas de ocupación.
- Se obligaba a contribuir con tropas en las campañas militares de Suecia.

## Consecuencias

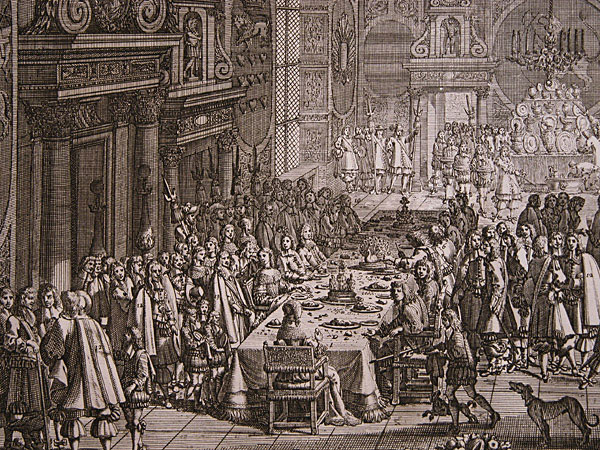
Banquete de paz (Fredstaffelet) en el castillo de Frederiksborg tras la firma del Tratado de Roskilde (grabado de Erik Dahlbergh)

Unos meses después de firmado el Tratado, estalló nuevamente una guerra entre Suecia y Dinamarca, la   Guerra sueco-danesa que duró hasta el 27 de mayo de 1660, cuando se firmó un nuevo acuerdo, el Tratado de Copenhague (1660), que confirmaba el Tratado de Roskilde, exceptuando la posesión de la región noruega de Trøndelag y de la isla de Bornholm, y la prohibición a la presencia de flotas en el mar Báltico.
El rey Carlos X Gustavo había muerto inesperadamente de bronconeumonía el 13 de febrero de 1660, y el acuerdo de paz fue negociado por un Consejo de Regencia liderado por la viuda del rey, Eduviges Leonor de Holstein-Gottorp.